# Друг сім'ї
«Друг сім'ї» (італ. L'amico di famiglia) — італійський  драматичний фільм 2006 року режисера Паоло Соррентіно. Фільм-учасник конкурсної програми Каннського кінофестивалю 2006 року.

## Сюжет
Стрічка є фантазією на тему, щоби могло статися, якби Гобсек, персонаж класичної повісті Оноре де Бальзака, закохався. Джеремія, старіючий кравець і лихвар, відразлива, підла і скупа людина, проживає у старому будинку разом з матір'ю-інвалідом. Він одержимий грошима і використовує їх, щоб втручатися у справи оточуючих, видаючи себе за «друга сім'ї». Саверіо де Лука позичає у Джеремії гроші на весілля своєї вродливої дочки Розальби. В рахунок списання боргу Джеремія підло гвалтує Розальбу перед вінчанням. Пізніше він розуміє, що закоханий у неї. Він зізнається їй у почуттях, і вона запевняє, що також кохає його. Окрилений почуттями, Джеремія готовий змінитися, хоча його мати попереджає його, що кохання не для таких як він. Він переводить усі свої статки на банківський рахунок на ім'я Розальби, які швидко зникають звідти, — як і сама Розальба зі своїм молодим і вродливим спільником. В фінальних кадрах ми бачимо Джеремію, який простує пляжем із металошукачем в руках, вишукуючи загублені відпочивальниками монети.

## У ролях
| Актор               | Роль                           |
| ------------------- | ------------------------------ |
| Джакомо Ріццо       | Джеремія Де Джеремеї           |
| Лаура К'ятті        | Розальба Де Лука               |
| Фабріціо Бентівольо | Джино                          |
| Джіджі Анджелілло   | Саверіо Де Лука                |
| Марко Джалліні      | Аттанасіо                      |
| Барбара Вальморен   | бабуся                         |
| Луїза Де Сантіс     | Сільвія                        |
| Клара Бінді         | мати Джеремії                  |
| Роберта Фйорентіні  | дружина Саверіо, мати Розальби |
| Елія Скільтон       | Тезауро                        |
| Лоренцо Джоєллі     | Монтанаро                      |
| Еміліо Де Маркі     | шеф-кухар                      |
| Джорджо Коланджелі  | Масса                          |
| Фабіо Гроссі        | шурин Саверіо                  |
| Лючія Раньї         | касирка                        |
| Валентіна Лодовіні  | жінка-боржниця                 |

## Нагороди та номінації
Каннський кінофестиваль (2006)
- Номінація на Золоту пальмову гілку.

Золота хлопавка (2007)
- Найкращий оператор (Лука Біґацці).
- Найкращий звук (Дагі Ронданіні, Емануеле Сесере).

Давид ді Донателло (2007)
- Номінація на найкращого актора (Джакомо Ріццо).
- Номінація на найкращу операторську роботу (Лука Бігацці).
- Номінація на найкращу музику до фільму (Тео Теардо).

Срібна стрічка (2007)
- Номінація на найкращий сюжет (Паоло Соррентіно).
- Номінація на найкращого актора (Джакомо Ріццо).
- Номінація на найкращу акторку (Лаура К'ятті).
- Номінація на найкращу операторську роботу (Лука Бігацці).
- Номінація на найкращу музику до фільму (Тео Теардо).